# 大阪物療大学
大阪物療大学（おおさかぶつりょうだいがく、英語: Osaka Butsuryo University）は、大阪府堺市西区鳳東町4-410-5に本部を置く日本の私立大学。1933年創立、2011年大学設置。

## 概観

### 建学の精神
- 「之科学為報國修」

### 教育理念
建学の精神に則り、人の心と温かさがわかり、ひとりの社会人・医療人としての自覚と誇りを持って、社会の要請に積極的に対応できる人材を育成する。

## 沿革
- 1933年 - 私立学校令により「物療学院」を設立
- 1934年 - 大阪物療学校に改称
- 1951年 - 大阪物療専門学校となる
- 1985年 - 学校法人物療学園設立
- 1988年 - 大阪府堺市鳳に移転（現：大学1号館）
- 2010年 - 大阪物療大学保健医療学部診療放射線技術学科設置認可申請
- 2011年 - 開学

## 教育および研究

### 学部
- 保健医療学部
  - 診療放射線技術学科

### 系列校
- 大阪物療専門学校